# Wimbledon Park
Wimbledon Park è una stazione della linea District della metropolitana di Londra a Wimbledon.

## Storia
La stazione è stata aperta dalla District Railway (DR, ora linea District) il 3 giugno 1889 su un'estensione da Putney Bridge a Wimbledon. L'estensione fu costruita dalla London and South Western Railway (L & SWR) che, a partire dal 1º luglio 1889, gestiva i propri treni sulla linea da una connessione a East Putney alla sua stazione di Clapham Junction per Barnes.
La sezione della linea District da Putney Bridge a Wimbledon è stata l'ultima parte della linea ad essere convertita da trazione a vapore a elettrica. I treni a trazione elettrica iniziarono a funzionare il 27 agosto 1905.

## Strutture e impianti
La fermata di Wimbledon Park è ubicata in Arthur Road, vicina allo snodo di Melrose Avenue, sul lato orientale del parco di Wimbledon, da cui prende il nome.
La stazione è stata resa accessibile a passeggeri con disabilità nell'agosto 2021.
Si trova nella Travelcard Zone 3.